# Frances Browne

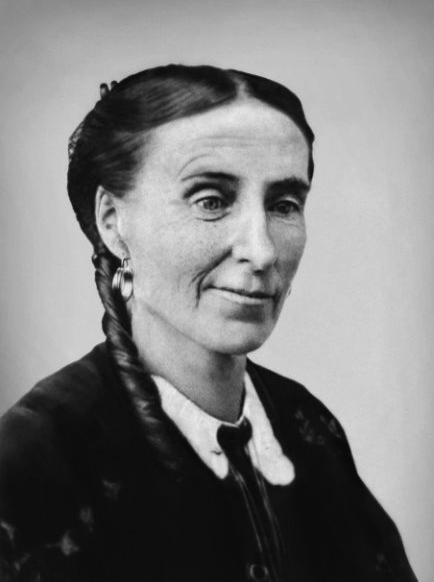
Frances Browne, Fotografie, unbekanntes Datum

Frances Browne (* 16. Januar 1816 in Stranorlar, County Donegal; † 21. August 1879 in Richmond, London) war eine irische Dichterin und Romanautorin, vor allem bekannt durch Granny’s Wonderful Chair, eine Sammlung von Kurzgeschichten für Kinder.

## Leben
Sie wurde als siebtes von zwölf Kindern als Tochter von Samuel Browne, Postmaster von Stranorlar, und seiner Frau Frances (geborene Luke) geboren. Als sie 18 Monate alt war, erblindete sie infolge eines Pockenanfalls. In ihren Schriften erzählt sie, wie sie die Lektionen auswendig lernte, die ihre Brüder und Schwestern jeden Abend laut vortrugen, und wie sie sie bestach, ihr vorzulesen, indem sie ihre Hausarbeiten erledigte. Danach arbeitete sie hart daran, sich das Gehörte einzuprägen.
Im Jahr 1841 wurden Brownes erste Gedichte im Irish Penny Journal und im Londoner Athenaeum veröffentlicht. Eines davon, das im Irish Penny Journal veröffentlicht wurde, war das lyrische Songs of Our Land, das auch in die Verssammlung Songs of the Gael aufgenommen wurde. 1844 veröffentlichte sie einen kompletten Gedichtband und 1847 einen zweiten Band. Die Provinzzeitungen, insbesondere die in Belfast erscheinende Northern Whig, druckten viele ihrer Gedichte nach, und sie wurde weithin als „The Blind Poetess of Ulster“ bekannt.
1845 verfasste sie ihren ersten Beitrag für die populäre Zeitschrift Chambers’s Edinburgh Journal, für die sie in den folgenden 25 Jahren schrieb. Die erste Geschichte, die dort im März 1845 veröffentlicht wurde, war The Lost New Year’s Gift, die von einer armen Schneiderin in London erzählt und ein typisches Beispiel für ihre Fähigkeiten als Geschichtenerzählerin ist.
Sie verfasste auch Kurzgeschichten für Zeitschriften, die überwiegend von Frauen gelesen wurden, zum Beispiel in den 1850er Jahren für den Ladies' Companion, eine Zeitschrift, die von vielen wohlhabenden Frauen der viktorianischen Zeit gelesen wurde. Dort schrieb sie unter anderem die amüsante Geschichte Mrs. Sloper’s Swan und eine Schauergeschichte, die im County Fermanagh spielt, The Botheration of Ballymore.
Im Jahr 1847 verließ sie Donegal und ging mit einer ihrer Schwestern als deren Lektorin und Amanuensis nach Edinburgh. Sie etablierte sich schnell in literarischen Kreisen und schrieb trotz gesundheitlicher Probleme Essays, Rezensionen, Geschichten und Gedichte. 1852 zog sie nach London, wo sie ihren ersten Roman, My Share of the World (1861), schrieb. Ihr bekanntestes Werk, Granny’s Wonderful Chair, wurde 1856 veröffentlicht, ist bis heute im Druck und wurde in mehrere Sprachen übersetzt. Es ist eine fantasievolle Sammlung von Märchen. Ebenfalls 1856 erschien ihr dritter Gedichtband, Pictures and Songs of Home. Er richtete sich an sehr junge Kinder und enthält wunderschöne Illustrationen. Die Gedichte konzentrieren sich auf ihre Kindheitserlebnisse im County Donegal und enthalten eindrucksvolle Beschreibungen der dortigen Landschaft.
1861 veröffentlichte sie die Autobiografie My Share of the World.
Nach ihrem Umzug nach London schrieb Browne häufig für die Zeitschriften The Leisure Hour und The Sunday at Home der Religious Tract Society. In The Leisure Hour erschien unter anderem 1776: a tale of the American War of Independence  anlässlich des hundertsten Jahrestages dieses Ereignisses im Jahr 1876. Es beschreibt nicht nur einige der revolutionären Ereignisse, sondern ist auch eine Liebesgeschichte und wunderschön illustriert. Ihr letztes Werk war ein Gedicht mit dem Titel The Children’s Day, das 1879 in The Sunday at Home erschien.
Frances Browne starb am 21. August 1879 in Richmond upon Thames. Sie wurde am 25. August 1879 auf dem Richmond and East Sheen Cemeteries beigesetzt.

## Werke (Auswahl)
- The Star of Attéghéi (1844)
- The Vision of Schwartz, and other Poems (1844)
- Lyrics and Miscellaneous Poems (1848)
- The Ericksons (1852)
- The Clever Boy, or Consider One Another (1852)
- Pictures and Songs of Home (1856)
- Granny’s Wonderful Chair, and its Tales of Fairy Times
  - illustriert von Kenny Meadows (1857)
  - illustriert von Seymour Lucas (1891, 1900)
  - mit einer Einführung von F. Hodgson Burnett: The Story of the Lost Fairy Book (1904)
- Our Uncle the Traveller’s Stories (1859)
- The Young Foresters (1860, 1864)
- The Orphans of Elfholm (1860, 1864)
- My Share of the World: an Autobiography. 3 Bände (1861)
- The Castleford Case. 3 Bände (1862)
- The Hidden Sin (1866)
- The Exile’s Trust: a Tale of the French Revolution, and other Stories (1869)
- My Nearest Neighbour, and other Stories (1875)
- The Foundling of the Fens: a Story of a Flood (1886)
- The Dangerous Guest: a Story of 1745 (1886)
- The First of the African Diamonds (1887)